# Eclissi solare del 2 settembre 2035
L'eclissi solare del 2 settembre 2035 è un evento astronomico che avrà luogo il suddetto giorno attorno alle ore 01:56 UTC.